# René Van Dievoet

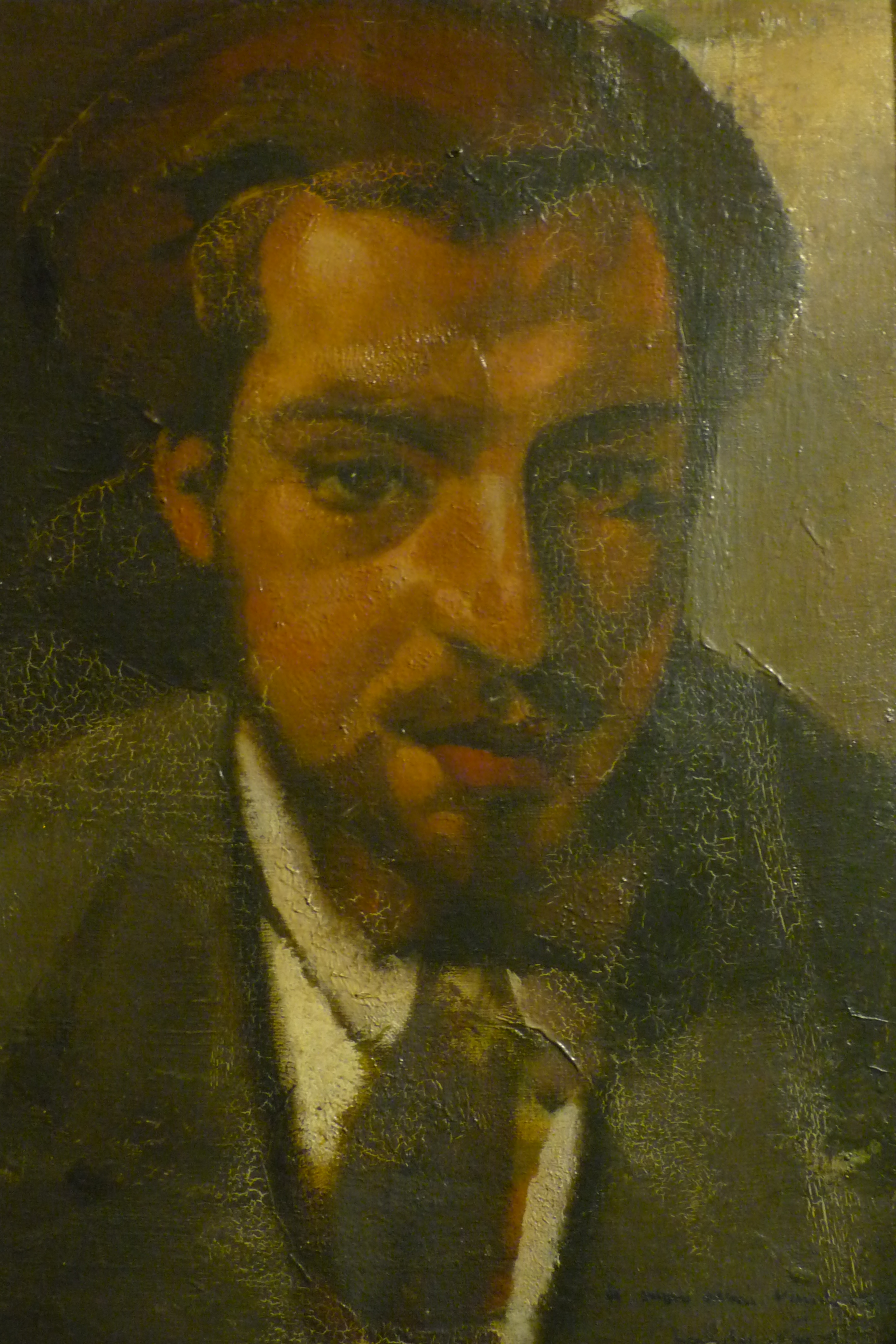
Le sculpteur René van Dievoet, huile sur toile par Ladislas Nagy, 1933 (avec dédicace).

René Van Dievoet, sculpteur, est né à Ixelles le 15 octobre 1908 et mort à Ixelles le 17 janvier 1978.

## Biographie

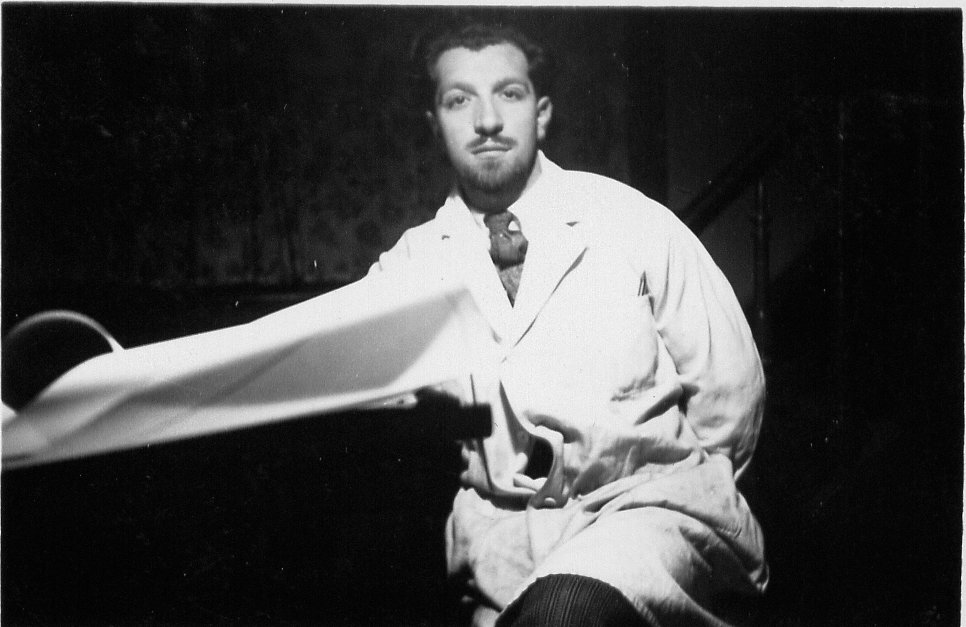
Le sculpteur René van Dievoet le 29 janvier 1936.

Fils du décorateur Art nouveau Gabriel Van Dievoet et frère de l'architecte Léon Van Dievoet,, ainsi que neveu de l'architecte Henri Van Dievoet et petit-neveu de l'architecte Joseph Poelaert et de son frère, sculpteur également, Victor Poelaert, sans oublier son arrière-arrière grand-oncle le sculpteur Pierre Van Dievoet, il se forma principalement à l'Académie royale des Beaux-Arts de Bruxelles auprès d'Égide Rombaux et à l'Académie des Beaux-Arts de Saint-Gilles dans l'atelier de Léandre Grandmoulin.
René Van Dievoet est cité en 1935 comme membre de l'Association des anciens élèves de l'Académie royale des Beaux-Arts de Bruxelles.
René Van Dievoet se marie le 23 avril 1941 à Saint-Gilles, avec Yvonne Beauclercq (1916-2006) qui lui donna deux enfants : Paul, né en 1943 et Léa, née en 1944.

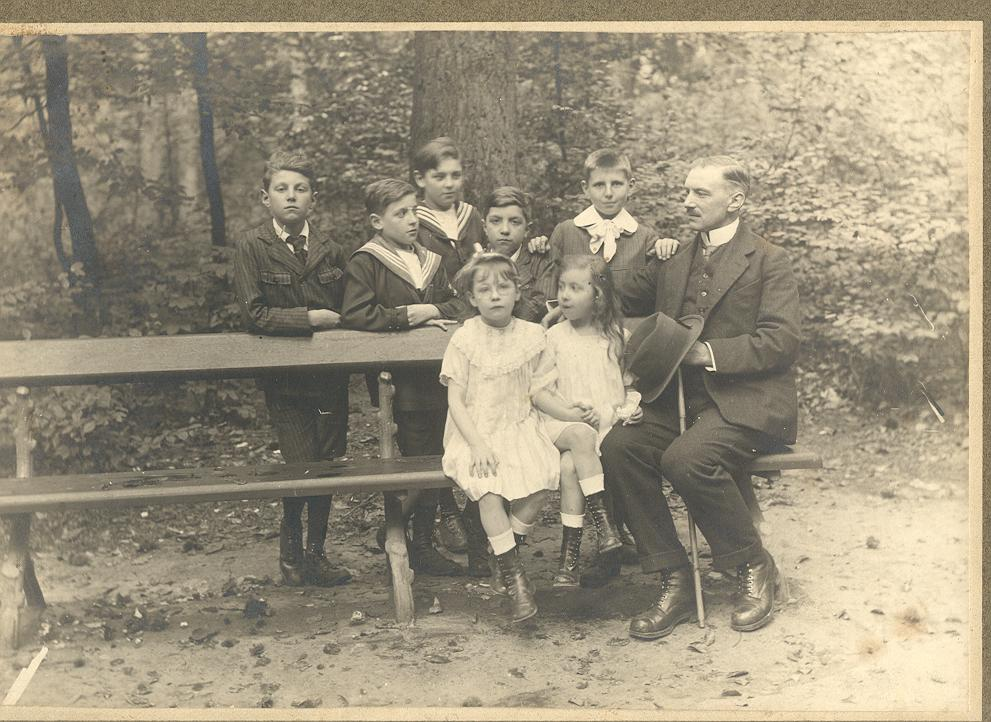
René Van Dievoet, enfant en 1919, quatrième debout à partir de la gauche, au Bois de la Cambre. On y distingue : assis de gauche à droite : sa cousine Andrée de Gachassin-Lafite, sa sœur Valentine Van Dievoet (1914-2005), son père Gabriel Van Dievoet (1875-1934). Et, debout de gauche à droite : son frère Léon Van Dievoet (1907-1993), ses cousins Maurice Gachassin-Lafite, Jacques Gachassin-Lafite, lui-même René Van Dievoet et son cousin Marcel du Bois de Dunilac.

## Œuvre

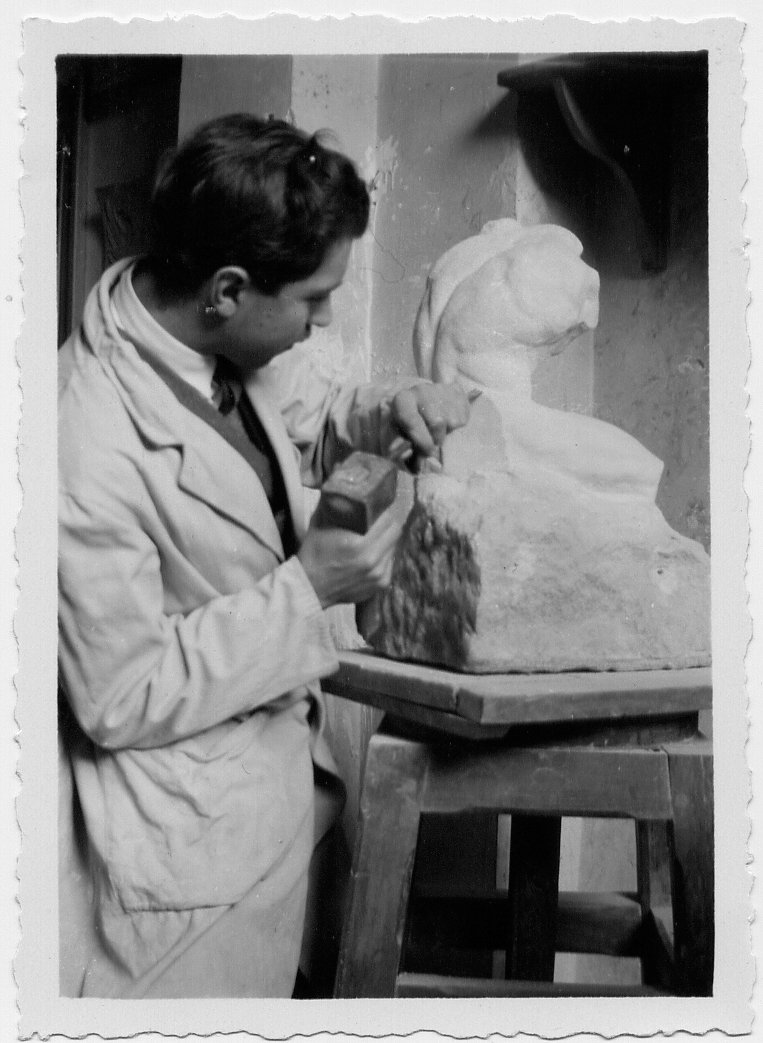
Le sculpteur René van Dievoet à l'œuvre, le
29 janvier 1936.

René Van Dievoet est l'auteur principalement de sculptures en marbre ou d'œuvres plus petites en bois dans un style Art déco.

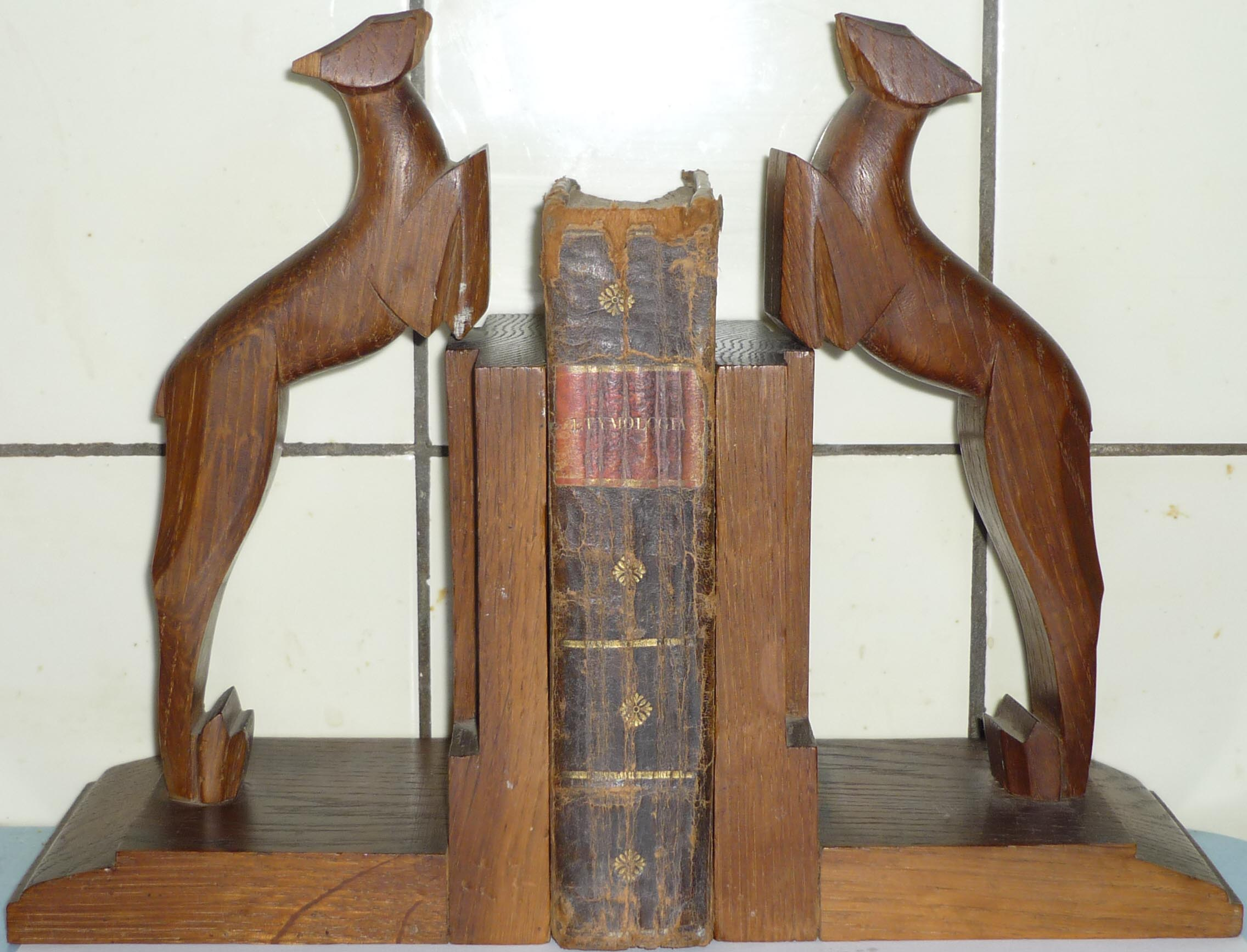
Serre-livre Art déco par René van Dievoet, 1934.